# سارسن

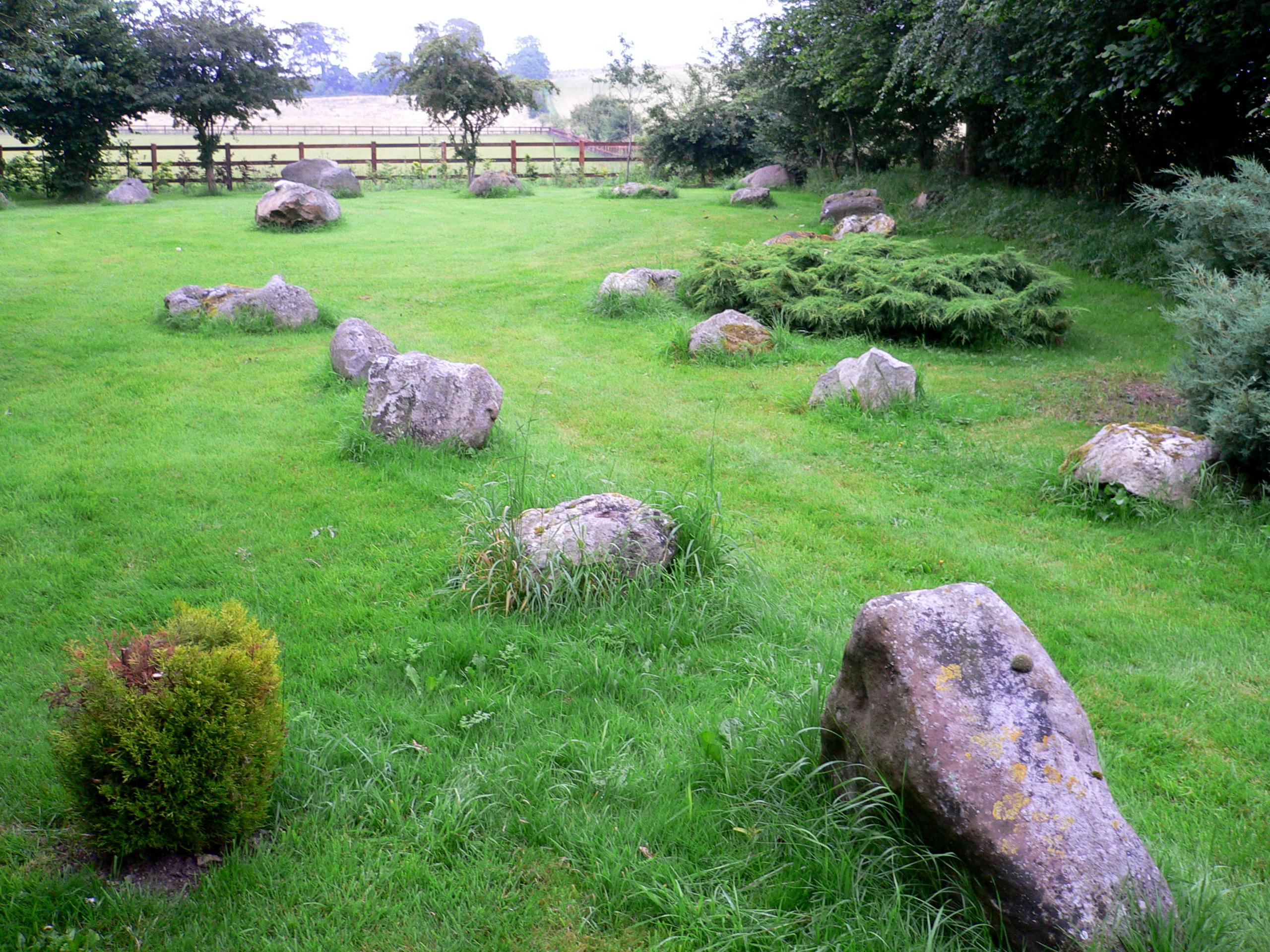
سنگ‌های سارسن در باغی در ویلتشایر

سارسن (انگلیسی: Sarsen) نوعی ماسه‌سنگ است که در سراسر جزیره بریتانیا به شکل انبوه یافت می‌شود. سارسن در ساخت یادمان‌های دوران نوسنگی از جمله استون‌هنج و خرسنگ‌های یادمانی دیگر به کار رفته است.